# Wissensbasierte Unternehmenssicht
Die Wissensbasierte Unternehmenssicht (engl. Knowledge-based View (KBV) of the Firm) bildet eine Strömung des strategischen Managements und stellt aus dieser Perspektive eine Begründung für das Wissensmanagement dar. Es wird versucht, eine Theorie der Unternehmung oder zumindest eine Sichtweise auf Unternehmungen vor dem Hintergrund von Wissensgesellschaft und Informationszeitalter aufzubauen.
Die Wissensbasierte Unternehmenssicht entstammt der Ressourcentheorie, welche ein Unternehmen als eine Ansammlung von Ressourcen und Fähigkeiten betrachtet. Die Aufgabe des Unternehmens ist es dabei seine Ressourcen und Fähigkeiten optimal einzusetzen. Die Wissensbasierte Unternehmenssicht betrachtet hierbei das Wissen und die Fähigkeiten innerhalb eines Unternehmens, also die seiner Arbeitskräfte, als die wichtigsten strategischen Ressourcen und beschäftigt sich mit den Problemen der Koordination dieser innerhalb der Grenzen eines Unternehmens oder einer unternehmensübergreifenden Organisationsstruktur und den Kosten der Transaktion von Wissen.
Die Fähigkeit der Übertragbarkeit von Wissen, nicht nur zwischen den Unternehmen aber auch innerhalb eines Unternehmens, stellt sich als problematisch dar. Grant identifiziert zwei Formen von Wissen, welche sich in ihrer Fähigkeit und Art der Übertragbarkeit zwischen Individuen signifikant unterscheiden. Explizites Wissen handelt von Wissen um Fakten und Theorien und kann über eine normale Kommunikation übertragen werden und ist dessen grundlegende Eigenschaft. Impliziertes Wissen handelt von spezialisiertem technischem Wissen und ergibt sich durch seine Anwendung. Wenn impliziertes Wissen nicht kodifiziert und nur im Rahmen seiner Anwendung beobachtet sowie angeeignet werden kann, ist seine Übertragung zwischen Individuen langsam, kostenintensiv und unsicher. Es ist an sich nicht übertragbar und kann nur durch eine wiederholte Anwendung in einer produktiven Tätigkeit angeeignet werden.
Die Aneignung von Wissen ist die Tätigkeit von Individuen, während die Rolle des Unternehmens darin besteht, das bestehende Wissen für die Herstellung von Produkten zu verwenden. Wenn der Herstellungsprozess eines Produktes die Verknüpfung des implizierten Wissens mehrerer Personen benötigt, bietet ein Unternehmen innerhalb seiner eigenen Grenzen den Grad an Autorität, Struktur und Stabilität, welche Verträge zwischen am Markt beteiligten Unternehmen nicht erreichen. Die Hauptaufgabe des Unternehmens liegt damit darin, die Aktivitäten der spezialisierten Arbeitskräfte zu koordinieren. Wenn die Aktivitäten unabhängig voneinander sind, also eine Komponente im Produkt verbaut werden kann, ohne auf implizites Wissen der Komponente angewiesen zu sein und lediglich explizites Wissen ausreicht, dann können die jeweiligen Produktionsschritte auch von unternehmensübergreifenden Strukturen, bzw. von den an der Produktion beteiligten Personen oder Organisationen unabhängig voneinander, durchgeführt werden.